# NGC 6598
NGC 6598  ist eine Spiralgalaxie vom Hubble-Typ S/P im Sternbild Drache am Nordsternhimmel. Sie ist schätzungsweise 380 Millionen Lichtjahre von der Milchstraße entfernt und hat einen Durchmesser von etwa 165.000 Lj.
Das Objekt wurde am 6. September 1883 von Lewis Swift entdeckt.